# Dave Cockrum
David Emmett “Dave” Cockrum (Pendleton, 12 november 1943 — Belton (South Carolina), 26 november 2006) was een Amerikaans stripauteur.

## Biografie
Dave Cockrum werd geboren in Pendleton, Oregon. Zijn vader was een luitenant-kolonel bij de United States Air Force, waardoor de Cockrums regelmatig moesten verhuizen.
Op jonge leeftijd leerde Cockrum al strips kennen. Zijn favorieten waren Captain Marvel en Blackhawk. Zijn ambitie was om zelf een stripboekauteur te worden. Echter, na zijn school te hebben afgemaakt ging Cockrum bij de United States Navy gedurende zes jaar. Nadat hij het leger verliet, wist hij een baan te krijgen bij Warren Publishing. Hij werd ingehuurd als assistent voor Murphy Anderson. Anderson was verantwoordelijk voor het inkleuren van verschillende striptitels zoals Superman en Superboy voor DC Comics.
Toen er een positie vrijkwam als tekenaar voor de The Legion of Super-Heroes serie solliciteerde Dave voor deze positie, en kreeg hem. Dit was zijn eerste opdracht als tekenaar. Cockrums werk aan de serie bracht een aantal wijzigingen met zich mee. Zo veranderde hij de kostuums van de helden. Cockrum verliet de serie en DC Comics uiteindelijk. 
Cockrum ging werken voor Marvel Comics, waar hij samen met Len Wein meewerkte aan de nieuwe X-Men stripserie. Hij hielp bij het bedenken van personages als Storm, Nightcrawler en Colossus. Deze karakters maakten hun debuut in Giant-Size X-Men #1 (zomer 1975), en daarna in de opnieuw uitgebrachte Uncanny X-Men serie. Wein stopte na anderhalf deel al met de serie, en werd opgevolgd door Chris Claremont. Cockrum bleef aan de titel werken tot 1977, waarna hij werd vervangen door John Byrne. In 1981 nam keerde Cockrum nog even terug als tekenaar voor Uncanny X-Men, maar stopte er in 1983 opnieuw mee.
Cockrum tekende en/of kleurde ook een aantal andere titels voor zowel Marvel als DC, en was in de jaren 70 Marvels primaire tekenaar voor de voorbladen van de strips.
In 1983 produceerde Cockrum The Futurians, eerst een striproman (Marvel Graphic Novel #9), en later een stripserie. Hoewel de serie niet langer dan drie delen liep, werd later een verzamelaars editie uitgegeven met daarin het “vermiste” vierde deel en ander nieuw materiaal. Rond de tijd dat Cockrum stierf waren er plannen voor een film en nieuwe serie.
In zijn laatste jaren werkte Cockrum steeds minder aan stripseries. In 2004 werd hij zwaar ziek door de gevolgen van diabetes mellitus en een longontsteking. Een paar van zijn collega schrijvers en tekenaars, geleid door Clifford Meth en Silver Bullet Comics, organiseerden een liefdadigheidsproject. De veiling, gehouden door Heritage Comics op WizardWorld in Chicago, bracht bijna $25.000 dollar op.
Cockrum zou een acht pagina’s tellend verhaal in Giant Size X-Men #3 (2005) tekenen, maar zijn toenemende gezondheidsproblemen verhinderden dit.
In de boekversie van de film X-Men: The Last Stand, wordt de president David Cockrum genoemd.
Cockrum stierf uiteindelijk op 26 november 2006.